# Марь (рельеф)

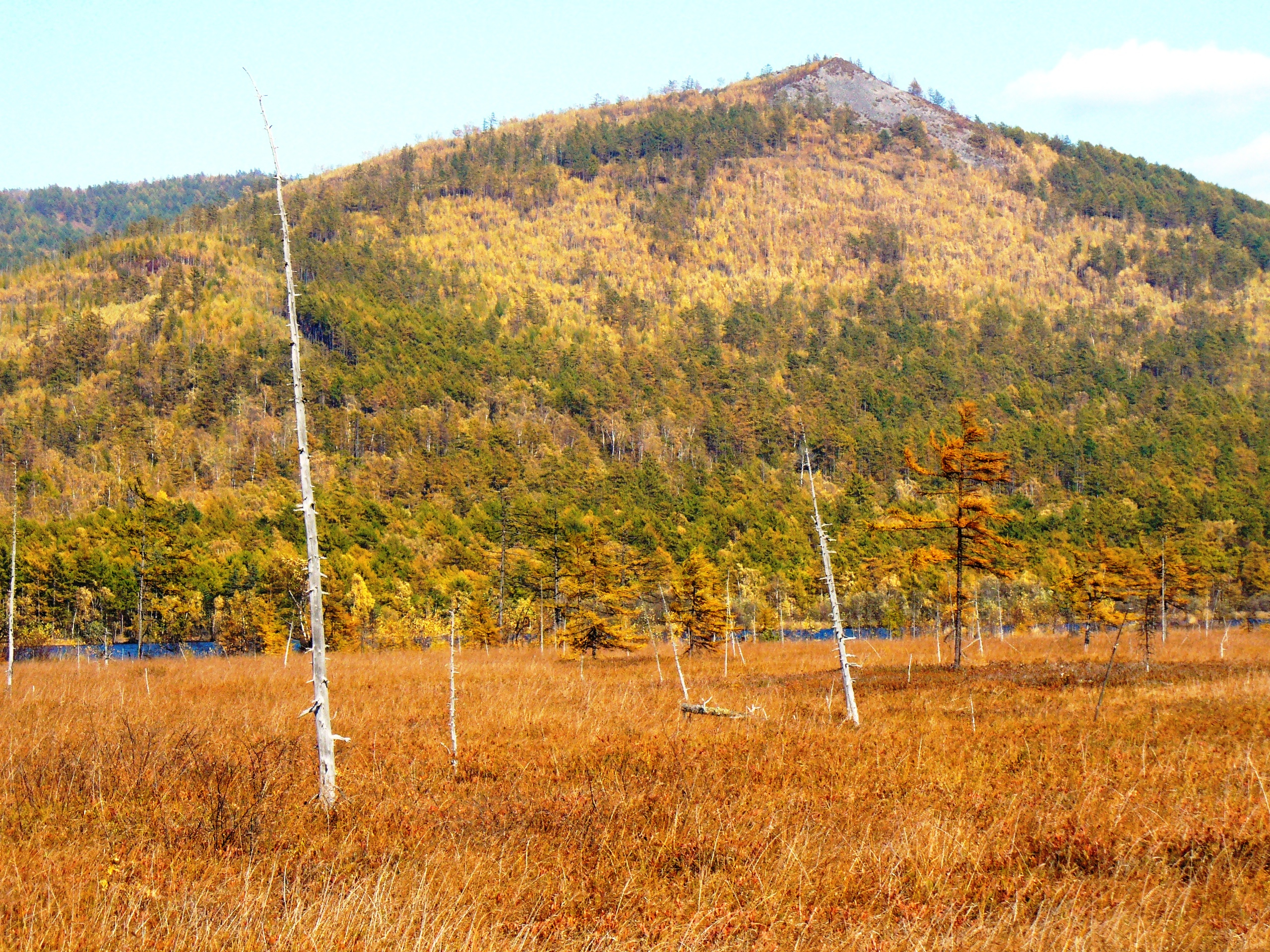
Марь в нижнем течении р. Тумнин, Дальний Восток

 Марь  (от эвенкийского — поросль карликовой берёзы, болото) — сильно увлажнённое пространство, покрытое осоково-багульниковыми кочками, либо сфагновым мхом, поросшее мелкой кустарниковой берёзой (ёрником) и редкостойными лиственницами.

## Образование марей
Образованию марей благоприятствует широкое распространение многолетней почвенной мерзлоты, мощность которой местами достигает двух-трёх метров. Мерзлота задерживает влагу на поверхности, способствуя сильному увлажнению территории.

## Классификация марей

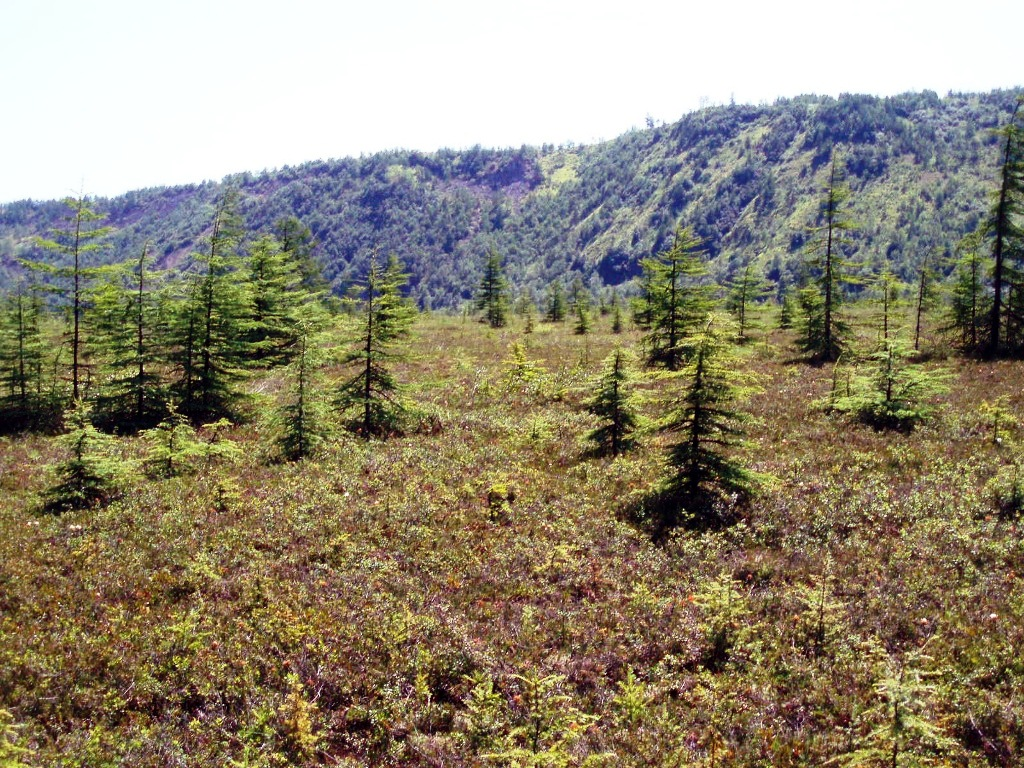
Основная растительность — мхи, чахлая лиственница, брусничник, клюква, морошка, голубика, водяника

- Торфяно-болотные и сфагновые лиственничные мари  формируются в условиях постоянного избытка влаги на холодных торфяно-болотных почвах, среди которых встречаются участки белесых болот и ёрниковых зарослей.
- Сфагнуво-багульниковые мари . Кочки на таких болотах менее высокие, а травяной фон на много беднее, состоит из осоки Майера, пушицы, кровохлёбки, калужницы, повсеместно присутствует мох сфагнум. Значительно развиты кустарнички: голубика, багульник. Кустарники мельче и беднее составом. Главный полог образует берёза Минддендорфа и стелющаяся чёрная ива. В комплексе эти две породы носят название ёрника.
- Голубично-осоковые, кочкарниковые мари. Основной кустарниковый фон на таких пространствах составляет берёза Миддендорфа, кустарниковая чёрная ива и кустарниковая ольха. Кустарнички представлены голубикой, редко багульником. Травяной покров очень густой состоит из осоки, вейника, кровохлёбки, вахты трёхлистной.

## Роль марей
Мари накапливают влагу, сохраняют воды, рождая родники и ключи, питают реки. Постепенное оттаивание верхнего слоя мерзлоты способствует равномерному расходу воды в течение лета.
В хозяйственной деятельности района главное место принадлежит ёрниковым марям, которые являются объектами неограниченных сборов голубики, а также и осеннее-зимними кормовыми стациями для лося и косули.
Для животных, отнесённых к охотничье-промысловым видам, такие типы лесов имеют большое значение в летне-осенний период, обеспечивая глухаря, рябчика, тетерева ягодными, а лося, изюбря, косулю травяно-кустарниковыми кормами.